# Kasteel Gestelhof
Het Kasteel Gestelhof is een waterkasteel in Gestel, een deelgemeente van Berlaar in de Belgische provincie Antwerpen. Het kasteel, dat in oorsprong teruggaat tot de 14e eeuw, werd gebouwd in de tweede helft van de 16e eeuw, en herbouwd in de 19e en begin 20e eeuw. 
Gestelhof is volledig omgeven door een slotgracht, die in verbinding staat met de Grote Nete, en ligt in een landschapspark met waterpartijen. Het is toegankelijk via twee rechte beuken- en platanendrevennaar de Legrellestraat en de Kesselsesteenweg. 
De meest bekende eigenaar was Filips II van Spanje. Het domein wisselde vele malen van eigenaar, en stond in 2017 opnieuw te koop.